# Skolios
Skolios är ett tillstånd då ryggraden är krökt åt sidan, och roterad tredimensionellt. Skolios beror på problem i skelettet (strukturell skolios), vilket ger strukturell snedhet. Smärtan vid ryggskott kan leda till att personen kröker ryggen, vilket i så fall ger funktionellt sned rygg.
På röntgenbilder bakifrån där kotorna normalt skulle suttit rakt kan man hos en skoliosdrabbad person se att ryggraden snarare "slingrar" sig fram. I de flesta fall brukar man säga att den är S-formad. Den kan ha en, två, tre eller fler krökar av olika grad. Krökningen mäts i grader Cobb. Dessa mätningar ger osäkra resultat på grund av att de inte tar hänsyn till ryggradens, och bröstkorgens, rotation.
Könsfördelningen vid små skolioser (ca 10 grader) är lika, men vid krökar på 20 grader (måttlig) Cobb är det fem gånger fler kvinnor än män som drabbas. Krökar större än 30 grader (grava) är det tio gånger fler kvinnor än män som får.

Skolios 40⁰

Skolios kan vara idiopatisk (utan känd orsak) eller så kan den bero på att benen är av olika längd (då försöker kroppen kompensera själv och ryggraden kröks; detta är ett exempel på funktionell skolios – en iläggssula eller en högre sula på ena skon kan kompensera för detta). Idiopatisk skolios delas in i tre grupper efter när den upptäcks:
- Infantil — från födelse till tre års ålder
- Juvenil — från tre års ålder till nio års ålder
- Adolescent — från nio års ålder till avslutad tillväxt

Adolescent idiopatisk skolios är vanligast. 
Allra vanligast är att skoliosen ökar under tonåren då tillväxten tar fart. 
Nästan var tionde person i Sverige har en skolios om även de minsta krökarna räknas. En liten skolios är lika vanlig hos pojkar som hos flickor, större krökar är däremot fyra gånger vanligare bland flickor än bland pojkar.
Skådespelerskan Isabella Rossellini, dotter till Ingrid Bergman, led som ung flicka av skolios och genomgick operation. Även Anna Vasa, dotter till Johan III och Katarina Jagellonica, samt Katarina II av Ryssland, led av allvarlig skolios.  Andra kända personer som haft skolios är bland andra Monica Zetterlund, Nirvana-sångaren Kurt Cobain, skådespelaren Vanessa L. Williams och sångerskan och skådespelerskan Liza Minnelli.[källa behövs]

## Behandling
Skolios är vanligt, de flesta människor har en mycket liten krökning, men de har inga besvär av det. Det går att träna upp musklerna runt ryggraden med fysioterapi ("sjukgymnastik"). I vissa fall kan ryggraden då räta ut sig själv, medan det i andra fall kan bli aktuellt med operation eller annan behandling. Under tiden man växer kan en korsett som stagar upp ryggraden hjälpa till så att ryggen inte kröker sig mer än nödvändigt. Korsett hjälper bäst om man upptäcker skoliosen tidigt och om den har en långsam tillväxt. Korsettens syfte är inte att göra ryggen rak, utan som tidigare nämnt att förhindra en progression av ryggens krökning. Oftast har man alltså kvar samma gradantal på kröken som innan korsettering vid en lyckad behandling.
I Sverige finns inga andra dokumenterade behandlingar än operation vid krökar som är större än 40–50 grader Cobb. Denna operation kräver ca ett års konvalescens och utgången är inte garanterat lyckosam. Operationen går till på så vis att två metallstag opereras in längs det område som stelopereras. Dessa håller upp ryggraden och gör att ryggen håller sig i ett rakt läge och att den stelopererade inte längre kan böja det området. Mellan kotorna lägger man benmassa som växer ihop med resten av ryggraden. Man kan se det som att de opererade kotorna är sammansmälta. Skulle man vid ett senare tillfälle operera bort stagen innebär detta att ryggraden fortfarande håller sig i ett rakt läge, trots att de stag som hållit den uppe är borta. Läketiden vid en skoliosoperation är ca 9 månader. Patienten får inte lyfta mer än 3 kilo i taget under de första tre månaderna efter operationen, och under de första sex månaderna inte heller delta i skolgymnastik eller utöva idrott. Skoliosopererade lever idag ett bra liv, och operationen behöver inte innebära en större begränsning i livet. Oftast handlar det om små begränsningar som att ha svårt att böja sig, eller att kanske inte kunna arbeta med tunga lyft och liknande. 
I flera andra länder, till exempel Tyskland, Spanien, England och Ryssland finns en standart dokumenterat framgångsrik konservativ (icke-operativ) behandling (oftast kallad Schroth-metoden). Metoden innebär ett personligt utformat träningsprogram som utförs dagligen hela livet och är effektiv även för krökar över 40–50 grader och Cheneau-korsett. Metoden praktiseras dock ej i Sverige.

## Korsettyper
- Bostonkorsett
- Milwaukee-korsett
- Cheneau-korsett[3]

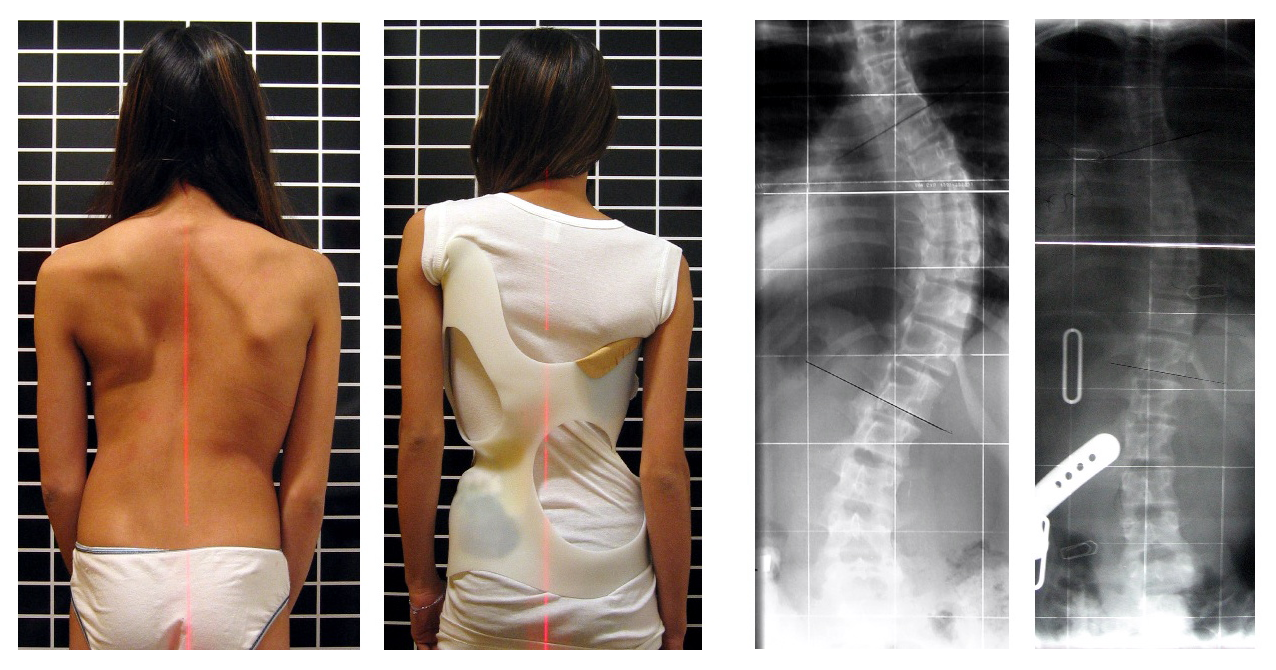
Tysk Cheneau-korsett

Utöver dessa finns även särskilda nattkorsetter som bärs hårdare spända än övriga korsetter. De är lika verksamma som övriga korsetter men bärs endast under natten. Nattkorsett finns i typerna Providence-korsett. De börjar bli allt vanligare i Sverige och på vissa håll i landet har Providence-korsetten nästan helt tagit över Bostonkorsettens plats.